# L.A. Woman
L.A. Woman je v pořadí šesté studiové album americké rockové skupiny The Doors. Bylo nahráno v prosinci roku 1970 a v lednu roku následujícího. Bylo to poslední album, které Doors nahráli s Jimem Morrisonem. Na rozdíl od předchozích alb jeho producentem nebyl Paul A. Rothchild, ale Bruce Botnick.

## Seznam skladeb
Pokud není uvedeno jinak, autoři všech písní jsou Jim Morrison, Robby Krieger, Ray Manzarek a John Densmore.
| Pořadí | Název                                   | Autor           | Délka |
| ------ | --------------------------------------- | --------------- | ----- |
| 1.     | The Changeling                          |                 | 4:21  |
| 2.     | Love Her Madly                          |                 | 3:20  |
| 3.     | Been Down So Long                       |                 | 4:41  |
| 4.     | Cars Hiss By My Window                  |                 | 4:12  |
| 5.     | L.A. Woman                              |                 | 7:57  |
| 6.     | L'America                               |                 | 4:37  |
| 7.     | Hyacinth House                          |                 | 3:11  |
| 8.     | Crawlin' King Snake                     | John Lee Hooker | 5:00  |
| 9.     | The WASP (Texas Radio and the Big Beat) |                 | 4:16  |
| 10.    | Riders on the Storm                     |                 | 7:09  |

Vydání z roku 2007 navíc obsahovalo bonusové skladby:
1. "Orange County Suite" – 5:45
2. "(You Need Meat) Don't Go No Further" (Willie Dixon) – 3:41